# Catubig
Catubig es un municipio filipino de tercera clase, perteneciente a la provincia de Sámar del Norte, en las Bisayas Orientales.

## Toponimia
El lugar se conoció primero como «Cagninipa» y luego ya como «Catubig».

## Historia
Hacia el año 1865, el lugar, por entonces perteneciente a la provincia de Sámar, tenía contabilizada una población de 5383 habitantes. Aparece descrito en el Estado geográfico, topográfico, estadístico, histórico-religioso, de la santa y apostólica provincia de S. Gregorio Magno (1865) de Félix de Huerta con las siguientes palabras:

CATUBIG. Este pueblo, llamado antiguamente Cagninipa, es tambien fundacion de los PP. Jesuitas, y en 1768 pasó á nuestro cargo, no contando entonces mas que 510 tributos con 1515 almas, y siendo asignado por primer cura franciscano el R. P. Fr. Antonio de Valdeolivas. Estuvo situado antiguamente donde se halla hoy el pueblo de Navas, desde cuyo punto se trasladó á consecuencia de una invasion de moros en la que incendiarion el pueblo, pereciendo abrasadas multitud de personas y llevándose como quinientos cultivos. Dicha traslacion debió verificarse por los años de 1770 á 1775, porque habiéndole recibido en 1768 con 510 tributos, aparece en 1775 con solos 300, cuya disminucion provino de la invasion de los moros. El año de 1777 fué agregado al pueblo de Palapat y en 1784 al de Lauang, hasta que en 1790 se le asignó por primer ministro al R. P. Fr. Juan de Plasencia. Está situado á los 12° 23' 25" latitud, en terreno llano, á la izquierda de un caudaloso rio del mismo nombre y al pié de un monte sobre el cual existe un baluarte para defenderse de los moros. Confina por N. con la isla y pueblo de Lauáng, á unas cuatro leguas; por E. con los montes poblados de infieles; por S. con el pueblo de Navas, á dos leguas y por O. con montes habitados tambien de infieles. El clima es húmero y malsano, poco ventilado y cubierto diariamente de una densa niebla que suele durar hasta medio dia. Las enfermedades mas dominantes son reumas, hidropesías y calenturas. Se surten de aguas del citado rio, que son muy buenas. Se comunica con los pueblos de Lauáng y Navas por el rio, y en caso de avenidas por una senda muy escabrosa. El correo se recibe de la cabecera cuando se proporciona. La Iglesia, con advocacion del Patriarca San José, fué construida de piedra en el antiguo sitio donde hasta hoy se dejan ver algunos residuos. Por los años de 1790 fué contruida de madera, bajo la direccion del R. P. Fray Juan de Plasencia y en 1805 se edificó de mampostería por el R. P. Fr. José Mata, la cual se arruinó por no hallarse bien cimentada. Ultimamente construyó nueva Iglesia y casa parroquial de madera el R. P. Fr. Agaton Martínez en 1838 y siguientes. Hay un cementerio fuera de la poblacion, muy bien situado y en él una pequeña ermita de nipa. La casa real y la que sirve de escuela de primeras letras, cuyo maestro se paga de las cajas de Comunidad, son de tabla, con cimientos de piedra. Las restantes casas de la poblacion son de nipa y unas quince de tabla. Se halla servido por el R. P. Fr. Antonio Sanchez, Predicador, de 27 años de edad. El término de este pueblo no tiene límites marcados de E. á O., dejándose ver sus dilatados montes poblados de escelentes maderas de construccion y ebanistería; diversidad de palmas, bejucos, abundante cera y caza mayor y menor. Por dicho término corren multitud de rios mas ó menos caudalosos que todos, ó los mas, desaguan en el rio que baña el pueblo, el cual tiene sobre setenta piés de profundidad y es navegable hasta mas arriba del pueblo de Navas, ó sea como tres dias de navegacion al remo. La navegacion con pequeñas bancas en dicho rio es peligrosa, por los muchos y disformes caimanes que en él se hallan. El terreno cultivado produce mucho arroz, abacá, algun cacao, camote y palauán. Sus naturales se dedican á la agricultura, beneficio del abacá y aceite de coco, á la caza y recoleccion de cera; las mugeres en el tejido de guinaras, cuyos productos, con el sobrante de los agrícolas, esportan en medianas embarcaciones para la cabecera, provincia de Albay, ó para Manila.
(Huerta, 1865, pp. 297-298)

En 2020, tenía censados 32 174 habitantes.